# Leprovica
 Leprovica  falu Horvátországban Zágráb megyében. Közigazgatásilag Dugo Selóhoz tartozik.

## Fekvése
Zágrábtól 24 km-re keletre, községközpontjától  5 km-re délkeletre fekszik.

## Története
Területe a 16. század elején "Weprowycza" néven praediumként a bozsjákói uradalomhoz tartozott. A települést magát 1642-ben említik először. Nevét a hagyomány szerint onnan kapta, hogy erdeiben sok vaddisznó (vepar) élt. 1671-ig a Zrínyi család birtoka, majd a kincstáré. Később a Draskovich családé volt.
A falunak 1857-ben 237, 1910-ben 371 lakosa volt. Trianonig Zágráb vármegye Dugoseloi járásához tartozott. Önkéntes tűzoltó egylete 1978-óta működik. 2001-ben 72 háza és 261 lakosa volt. 

## Lakosság
| Lakosság változása | Lakosság változása | Lakosság változása | Lakosság változása | Lakosság változása | Lakosság változása | Lakosság változása | Lakosság változása | Lakosság változása | Lakosság változása | Lakosság változása | Lakosság változása | Lakosság változása | Lakosság változása | Lakosság változása |
| ------------------ | ------------------ | ------------------ | ------------------ | ------------------ | ------------------ | ------------------ | ------------------ | ------------------ | ------------------ | ------------------ | ------------------ | ------------------ | ------------------ | ------------------ |
| 1857               | 1869               | 1880               | 1890               | 1900               | 1910               | 1921               | 1931               | 1948               | 1953               | 1961               | 1971               | 1981               | 1991               | 2001               |
| 237                | 252                | 262                | 291                | 315                | 371                | 359                | 376                | 307                | 301                | 296                | 268                | 241                | 212                | 261                |

## Nevezetességei
A második világháború áldozatainak emlékműve Vera Dajht Kralj zágrábi akadémiai szobrászművész alkotása.